# Horváth Károly (lóidomár)

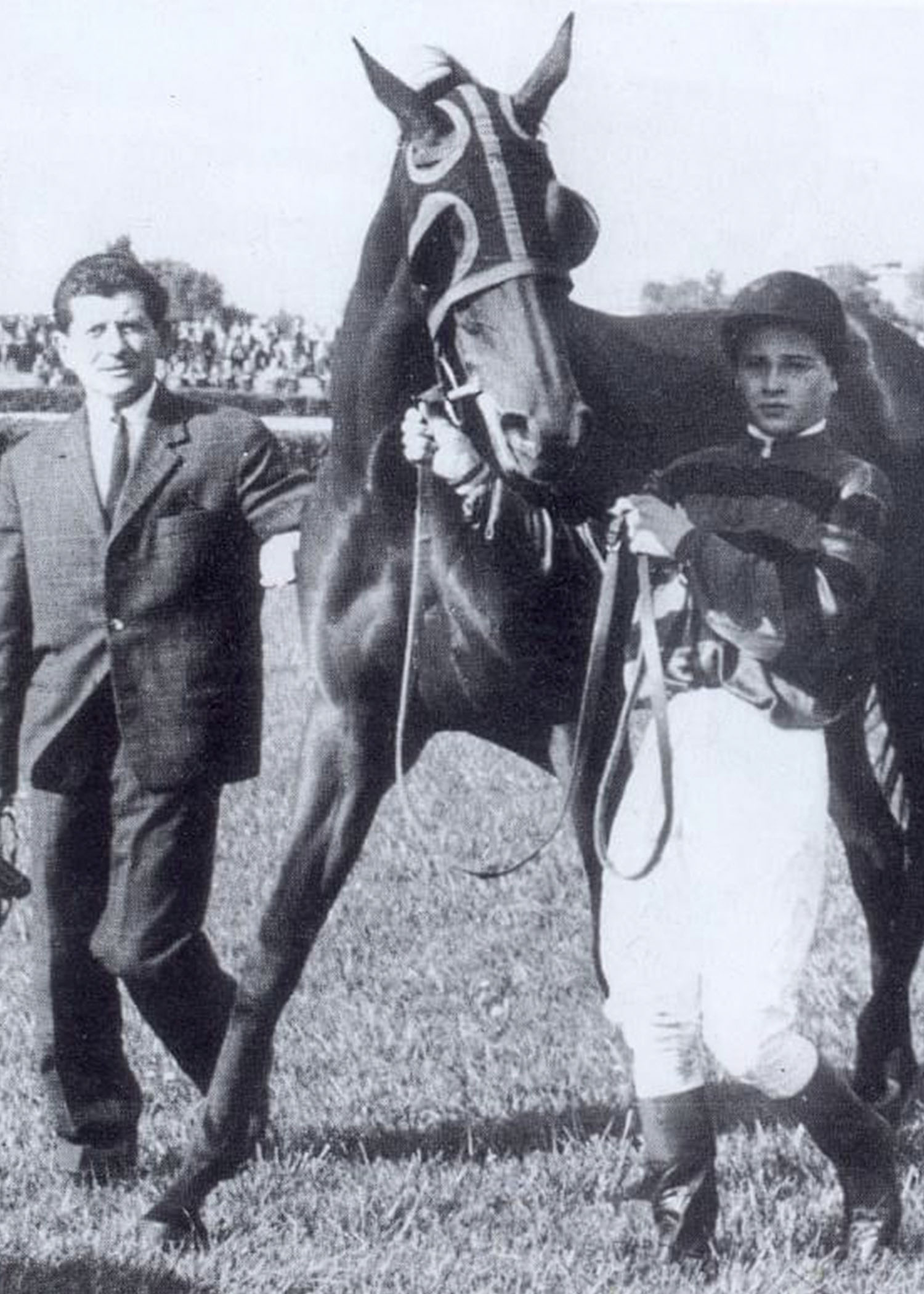
Horváth Károly mint idomár (bal oldalon) egyik legjobb lovával és Tandari János lovassal (jobb oldalon) a Kincsem Parkban

Horváth Károly „Süket” (1920–1989) lóidomár.
Tízévesen kezdett lovakkal foglalkozni.
Lóidomári pályája 1932-ben kezdődött, amikor Zarigen idomárhoz került.
Első pár tanuló évét lovászként töltötte, majd 1934-től már mint versenyző lovagolhatott. Remek érzékkel bánt a lovakkal, tehetségét mindenki elismerte.
A megyeri pályán kezdte bontogatni szárnyait, mint sok más fiatal abban az időben. Egyre másra jöttek az eredmények, s hamarosan egy fantasztikus győzelmet is magának tudhatott. Nem kis meglepetés volt ez, mert lova, Per Saldo megbízhatatlan, kiszámíthatatlan, folyton ideges versenyló hírében állt. Ebből is látta környezete, hogy Horváth Károly, lovas körökben “Süket” igazi profivá válhat.
Évente hét-nyolc futamgyőzelme is volt olyan nagy versenyeken, mint például Budapesti Díj és a Bérczy Károly Emlékverseny, valamint a Magyar St. Leger – ez utóbbin több mint tízszer sikerült győzelmet aratnia –, később pedig gát- és akadályversenyeken.
Természete, szorgalma mellett genetikája is elismerésre méltó volt. Még jóval harmincéves kora után is sikerült 46-47 kilót lovagolt meg.
1957-ben, 37 évesen hagyta abba a versenyzést.
Zsokéévei alatt olyan elismert idomárokkal dolgozott együtt, mint Mravik, Jeney, Horák, Hujber, végül Juhász Antal.
Ez utóbbitól, Juhász Antaltól 1958-ban átvette istállóját és ettől fogva már lóidomárként dolgozott tovább.
Hamar jöttek a szép eredmények. Iharosnak köszönhetően olyan versenyeket nyertek meg, mint a Kincsem díj, a Ménesek Nagydíja, illetve a Szocialista országok nemzetközi versenynapján a Varsói Díj.
Ezt követően, kitartó egy évtizedes munkának köszönhetően újabb kiváló lóval dolgozhatott istállójában.
Idős korában tenyésztéssel foglalkozott. Egyik kedvenc lova Gabona volt, akivel olyan komoly díjakat értek el Budapesten, mint az Őszi Kancadíj, a Millenniumi díj, valamint külföldön például Lengyelországban a Bukarest díj, Szocialista Országok Nagydíja.

### Az első Horváth Károly-emlékverseny
Az első Horváth Károly-emlékversenyt 2015-ben egy szerelmi vallomásként (névnapi ajándékként) kapta Horváth Károly unokája, Horváth György kedvesétől, Erdélyi Judittól.[forrás?]